# Крамаренко, Александр Михайлович
Алекса́ндр Миха́йлович Крамаре́нко (род. 15 марта 1952) — российский дипломат. Чрезвычайный и полномочный посол (2008).

## Биография
Окончил МГИМО МИД СССР (1974). Владеет китайским, английским и французским языками. На дипломатической работе с 1974 года.
В 1992—1996 годах — советник Посольства России в Канаде.
В 1996—1999 годах — начальник отдела, заместитель директора Департамента Северной Америки МИД России.
В 1999—2004 годах — советник-посланник Посольства России в Великобритании.
В 2004—2005 годах — заместитель директора Департамента внешнеполитического планирования МИД России.
В 2005—2011 годах — директор Департамента внешнеполитического планирования МИД России, член Коллегии МИД России.
В 2011—2017 годах — советник-посланник Посольства России в Великобритании.
С ноября 2017 по октябрь 2019 года — директор по развитию Российского совета по международным делам.

## Дипломатический ранг
- Чрезвычайный и полномочный посланник 2 класса (12 августа 2000)[3].
- Чрезвычайный и полномочный посланник 1 класса (4 ноября 2003)[4].
- Чрезвычайный и полномочный посол (23 апреля 2008)[5].

## Награды
- Орден Почёта (7 декабря 2008) — за большой вклад в реализацию внешнеполитического курса Российской Федерации, многолетнюю безупречную дипломатическую службу[6].
- Орден Дружбы (27 июня 2017) — за большой вклад в реализацию внешнеполитического курса Российской Федерации и многолетнюю добросовестную работу[7].
- Благодарность президента Российской Федерации (9 января 2010) — за большой вклад в обеспечение председательства Российской Федерации в Шанхайской организации сотрудничества в 2008—2009 годах, подготовку заседания Совета глав государств — членов Шанхайской организации сотрудничества и первого саммита БРИК (Бразилия, Россия, Индия, Китай) в Екатеринбурге в 2009 году[8].

## Личная жизнь
Женат, имеет четверых дочерей.